# Pełcznica (Basse-Silésie)
Pour les articles homonymes, voir Pełcznica.
Pełcznica est une localité polonaise de la gmina de Kąty Wrocławskie, située dans le powiat de Wrocław en voïvodie de Basse-Silésie.